# Gare de l'aéroport de Copenhague
La gare de l'aéroport de Copenhague (en danois : Københavns Lufthavn Station) est une gare ferroviaire danoise située sur la commune de Tårnby, à neuf kilomètres au sud-est de la communauté urbaine de Copenhague, sous les pistes de l'aérogare N°3 de l'aéroport de Copenhague.
La gare est desservie par le réseau express régional S-tog et les trains qui circulent sur la ligne Copenhague-Malmö.

## Situation ferroviaire
La gare de l'aéroport de Copenhague est située sur la ligne de chemin de fer qui relie Copenhague à Malmö en passant par le pont de l'Øresund.

## Histoire
La gare fut inaugurée le 27 septembre 1998 par le prince héritier Frederik de Danemark, alors sous le nom de l'aéroport de Copenhague-Kastrup.
Le 28 septembre 2008 fut ouverte la ligne M2 du métro de Copenhague et de son terminus, Lufthavnen Station, qui dessert également l'aéroport de Copenhague.

## Service des voyageurs

### Desserte
Les trains de la compagnie de chemin de fer danois, Danske StatsBaner, desservent cette gare comme ceux de la ligne Copenhague-Malmö.

### Intermodalité
La gare est directement reliée avec l'aéroport de Copenhague.

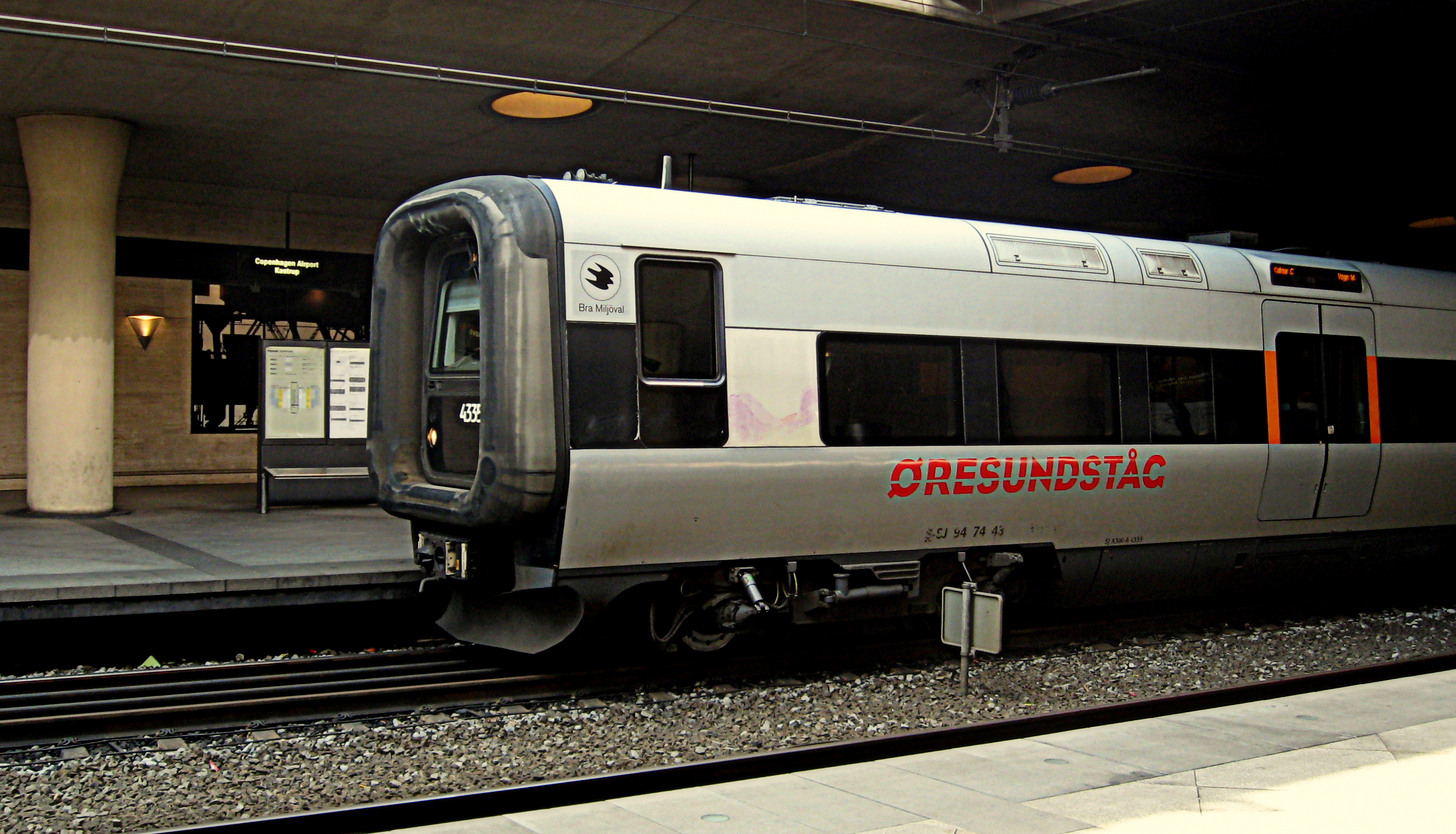
Train de la ligne Copenhague-Malmö en gare.
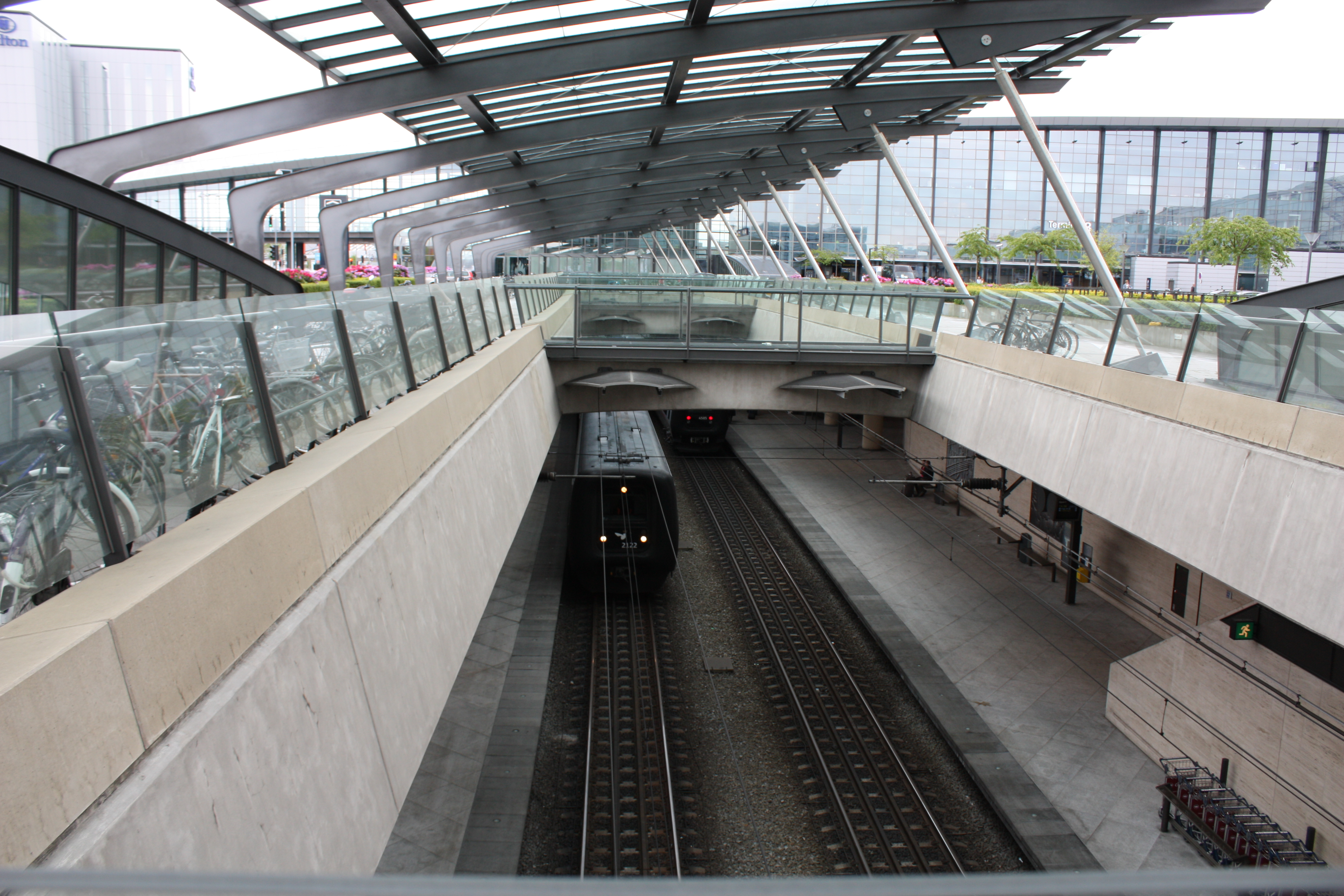
La gare et l'esplanade extérieure donnant sur l'aéroport.